# Jean-Jacques Heilmann (fotograf)

Jean-Jacques Heilmann: Gorge at Eaux Chaudes, Pyrenees - 1995

Jean-Jacques Heilmann (4. září 1822 Mylhúzy – 23. ledna 1859 Gelos) byl francouzský fotograf, narozený v protestantské buržoazní rodině v Mulhouse (Alsasko), většinu svých prací vytvořil v Pau (Pyrénées-Atlantiques) v letech 1852 až 1857.

## Životopis
V roce 1854 patřil mezi zakládající členy společnosti Société française de photographie a byl přidružený člen Fotografického klubu Velké Británie, své práce vystavoval na Světové výstavě v roce 1855 v Paříži. Společně s Johnem Stewartem a Farnhamem Maxwell-Lytem byli členy skupiny "Group of Pau" (photographes primitifs palois, "Skupina Pau") také zvaný "École de Pau (Škola Pau"), fotografovali v regionu Pau, Béarn a Pyrenejích (portréty, krajiny a městské pohledy), přičemž žádný z nich nepocházel z tohoto regionu. Vytvářel velmi rafinované kalotypie.
V roce 1854 otevřel v Pau fotografický tiskařský lis inspirovaný tiskem Louise Désiré Blanquarta-Evrarda a vynalezl postup zvětšování negativů.
Jeho otec byl Josué Heilmann (1796–1848), výrobce z Mulhouse a vynálezce vylepšených systémů tkacích strojů.
Sbírky fotografií Jean-Jacques Heilmann a École de Pau :
- Clevelandské muzeum umění[3]
- Pyrenejské muzeum v Lurdech [4]
- Departementální archivy Pyrénées-Atlantiques